# Alfred Molina
Alfredo "Alfred" Molina (sinh ngày 24 tháng 5 năm 1953) là một diễn viên người Anh. Ông được biết đến với vai diễn của mình trong Indiana Jones và chiếc rương thánh tích (1981), Prick Up Your Ears (1987), Enchanted April (1992), Maverick (1994), Species (1995), Anna Karenina, Boogie Nights (1997), Chocolat (2000), Frida (2002), Spider-Man 2 (2004), The Da Vinci Code (2006), An Education (2009), Love Is Strange (2014) và Spider-Man: No Way Home (2021)
Molina nổi danh ở West End và thắng một giải Laurence Olivier cho hạng mục "Diễn viên mới xuất sắc nhất thể loại Kịch" nhờ màn trình diễn trong Oklahoma! vào năm 1980. Yvan trong vở Art là vai diễn đầu tiên của Molina tại Broadway từ 1998 đến 1999. Ngoài ra, Molina cũng thủ diễn các vai Tevye trong vở nhạc kịch Fiddler on the Roof từ năm 2004 đến 2005 và Mark Rothko trong vở kịch Red từ 2009 đến 2010 trên sân khấu Broadway.
Với vai diễn Robert Aldrich trong miniseries Feud (2017), Molina nhận được một đề cử Quả Cầu Vàng và một đề cử Emmy.

## Tiểu sử
Molina sinh ra ở Paddington, Luân Đôn. Cha của ông, Esteban Molina, là một người nhập cư Tây Ban Nha từ Madrid, hành nghề bồi bàn và tài xế. Mẹ của ông, Giovanna (nhũ danh Bonelli), là người Ý và làm nghề dọn dẹp phòng trong một khách sạn và làm đầu bếp. Molina lớn lên trong một khu học chánh ở Notting Hill, tại đó cũng có nhiều gia đình nhập cư khác sinh sống. Năm chín tuổi, Molina quyết định trở thành diễn viên sau khi xem bộ phim Spartacus, và theo học trường Âm nhạc và Kịch nghệ Guildhall. Ông cũng vượt qua màn thử giọng để được trở thành thành viên của Nhà hát Tuổi trẻ Quốc gia.

## Sự nghiệp
Molina đồng diễn với Leonard Rossiter trong sitcom The Losers (1978). Molina debut vai diễn đầu tiên của mình  trong Indiana Jones và chiếc rương thánh tích (1981) trong vai Satipo – anh chàng xấu số của Indiana Jones. Đột phá lớn của Molina là bộ phim Letter to Brezhnev (1985) với vai Kenneth Halliwell – người yêu của Joe Orton và sau này chính kẻ giết người. Ban đầu anh được tuyển để diễn vai Arnold Rimmer trong bộ phim truyền hình Red Dwarf, nhưng sau đó Chris Barrie đã thế chỗ.

## Phim đã tham gia

### Điện ảnh
| Năm  | Tên phim                         | Vai diễn           | Ghi chú    |
| ---- | -------------------------------- | ------------------ | ---------- |
| 2021 | Thợ săn yêu tinh: Titan trỗi dậy | Archibald "Archie" | Lồng tiếng |

### Truyền hình
| Năm       | Tên phim                               | Vai diễn           | Ghi chú    |
| --------- | -------------------------------------- | ------------------ | ---------- |
| 2018-2019 | Bộ ba trời giáng: Câu chuyện ở Arcadia | Archibald "Archie" | Lồng tiếng |
| 2020      | Pháp sư: Chuyện xứ Arcadia             | Archibald "Archie" | Lồng tiếng |
| 2021      | Maya và ba chiến binh huyền thoại      | Chúa tể Mictlan    | Lồng tiếng |